# ドナルド・トランプの危険な兆候 精神科医たちは敢えて告発する
『ドナルド・トランプの危険な兆候 精神科医たちは敢えて告発する』（ドナルド・トランプのきけんなちょうこう せいしんかいたちはあえてこくはつする、The Dangerous Case of Donald Trump）は、司法精神医学者のバンディ・X・リーが編纂した2017年の書籍であり、27人の精神科医、心理学者、その他のメンタルヘルスの専門家によるドナルド・トランプの精神状態についてのエッセイが収録されている。2019年にはさらにエッセイを追加した改訂版が出版された。リーは本書はあくまでも公共サービスであり、利益相反を排除するために印税はすべて公益のために寄付されたと主張している。

## 内容
著者たちはトランプのメンタルヘルスがアメリカ国民のメンバーに影響を及ぼしており、その危険な病理のために国を戦争に巻き込み、民主主義そのものを損なう重大なリスクにさらされていると主張している。
したがって、トランプ政権の誕生は、アメリカの精神科医が警鐘を鳴らすことが許されるだけでなく、それが要求される緊急事態を意味するのだと著者たちは主張している。それは、精神科医が公人を直接診察せずに専門的な意見を述べるのは倫理違反であるとするアメリカ精神医学会のゴールドウォータールールに違反していると繰り返し指摘されているが、著者たちは、危険性を指摘し、評価を求めることは診断とは異なると主張している。彼らはアメリカ精神医学会が専門的規範や基準を変えていることを批判し、政治的な圧力下で合理的な倫理指針を箝口令に変えることは危険であると述べている。

## 評価
スタンフォード大学のアメリカ史ロビンソン教授であるエステル・フリードマンは、本書について次のように述べている: 
この洞察に満ちたエッセイ集は、過去に専門家がファシストの指導者や不安定な政治家にどのように対応してきたかという歴史的認識に基づいたものである。この本は、アメリカの精神医学が差し迫った危険に対する「警告の義務」に照らされ、公職者のメンタルヘルスに関する言説を抑制するという倫理を見直した、重要な転換点を記した貴重な一次資料である。医療と法律の専門家たちはトランプの行動の診断を思慮深く評価し、政治家候補を精査し、クライアントの不安に対処し、我々の社会構造に対する「トランプ効果」を評価する方法を鋭く探っている。
『ウォール・ストリート・ジャーナル』の書評でバートン・スウェイムは、「著者たちの診断が一致しないからといって、精神医学の分野、あるいはこの本の価値に大きな信頼を置くことは出来ない」と論じ、エッセイの著者らは「偏執狂的」に思えると述べた。
『ザ・ニューヨーカー』のジーニー・スク・ガーセンは、トランプの大統領としての適正を疑っている民主党員や共和党員を含めて、「トランプの精神状態をめぐって奇妙なコンセンサスが形成されつつあるようだ」と論じた。
2017年9月に『Salon』に再掲載されたブログ記事でジャーナリストのビル・モイヤーズは、「『ドナルド・トランプの危険な兆候』ほど緊急で、重要で、物議を醸す本はこの秋には出版されないだろう」と書いている。ロバート・ジェイ・リフトンとのインタビューでモイヤーズは、「（トランプが）反論の余地のない証拠と矛盾する奇妙な発言をすることが増えている」と述べた。リフトンは、「彼は明らかに現実と接点を持っていないが、それが正真正銘の妄想と言えるかどうかは私にはわからない」と述べた。リフトンは、トランプがバラク・オバマがケニア生まれであると主張したことを例に挙げ、「彼はその嘘を操っていたと同時に、間違いなくそれを部分的に信じていた」と述べた。
『ワシントン・ポスト』のカルロス・ロサダは、多くの政治家やコメンテーターがトランプを「クレイジー」と呼んだり、そのメンタルヘルスを疑ったりしていると述べている。本書ではメンタルヘルスの専門家がその主張を検証し、彼らは「トランプ氏のように精神的に不安定な人物には、生殺与奪の権限を握る大統領職を任せるべきではない」と結論づけている。ロサダは彼らの結論を「説得力がある」と評しているが、鬱病などの精神疾患を抱えた大統領が有能であったり、精神疾患を抱えていない大統領が危険なこともあるとも書いている。ロサダは後に、2017年に読んだ中で「最も大胆な」書籍として本書を挙げた。
2022年9月、『ニューヨーク・タイムズ』と『ザ・ニューヨーカー』のジャーナリストのピーター・ベイカーとスーザン・グラッサーの著書『The Divider: Trump in the White House, 2017-2021』は、ジョン・F・ケリーが2017年7月から2019年1月までトランプの首席補佐官を務めていた際に密かに本書を購入していたことを明かした。『The Divider』のためにケリーにインタビューした著者たちは、不安定で、自己中心的で、病的な虚言癖であると考えられるトランプに対処する上で、ケリーはこの本が役に立ったと考えていたと述べた。

## 日本語版
- バンディ・リー（英語版） 編、村松太郎 訳『ドナルド・トランプの危険な兆候 精神科医たちは敢えて告発する』岩波書店、2018年10月25日。ISBN 978-4000613019。